# Inmigración española a Brasil
Los brasileños españoles son brasileños de ascendencia española total o parcial.
Mas de 15 millones de brasileños son descendientes directos de españoles.
La inmigración española fue la tercera más grande entre los grupos inmigrantes de Brasil; alrededor de 750 000 inmigrantes entraron a Brasil desde puertos españoles. Se desconoce cuántos españoles llegaron a Brasil antes de la independencia. Los censos brasileños no investigan los orígenes étnicos ni la ascendencia, lo que dificulta enormemente obtener cifras precisas de brasileños de ascendencia española. Se estima que los brasileños de ascendencia española eran 1,5 millones de personas en las seis principales áreas metropolitanas (alrededor del 5% de su población total en 1998) o 10 y 15 millones en todo el país, según los medios de comunicación brasileños y el gobierno español, respectivamente. En 1936, al estallar la Guerra Civil en España, son muchos los españoles que piden asilo y refugio en la Embajada de Brasil en Madrid, Entraban en el país por el puerto de Santos, de allí iban a la Hospederia dos Inmigrantes, en São Paulo, en la que permanecían unos días antes de subir a un tren que les llevaba a regiones cafetaleras del interior donde era necesaria mano de obra. En este período había como mínimo 15 periódicos en español en São Paulo. Entre los años de 1931 y 1945, la emigración española cae a causa de la Primera Guerra Mundial, la Guerra Civil española y la Segunda Guerra Mundial. Se recupera entre 1945 y 1964, pero con características diferentes, pues viene mano de obra especializada para las nacientes empresas automovilística y siderúrgica brasileñas. El número de inmigrantes españoles, entre 1946 y 1959, asciende a 91 500; en la década de 1960 a 32 191, y entre los años setenta y ochenta a 2074.

## Historia

### Brasil colonial
Más de la mitad del territorio del Brasil actual fue atribuido a España por el Tratado de Tordesillas. Sin embargo, España no logró colonizar esa región.
Durante la unión dinástica entre Portugal y España (1580-1640), muchos españoles se asentaron en Brasil, particularmente en São Paulo. Como consecuencia, hay un gran número de descendientes brasileños de estos primeros colonos, especialmente porque los primeros habitantes de São Paulo exploraron y se asentaron en otras partes de Brasil. Los descendientes de Bartolomeu Bueno de Ribeira, nacido en Sevilla alrededor de 1555, quien se estableció en São Paulo alrededor de 1583, casándose con Maria Pires, son un ejemplo de esto.
Afonso Taunay, en su libro sobre el São Paulo temprano, São Paulo en el siglo XVI, menciona también a Baltazar de Godoy, Francisco de Saavedra, Jusepe de Camargo, Martín Fernandes Tenório de Aguilar, Bartolomeu de Quadros, entre otros. En su relato genealógico del poblamiento de São Paulo, Pedro Taques de Almeida Paes Leme, menciona también a los tres hermanos Rendón, Juan Matheus Rendón, Francisco Rendón de Quebedo y Pedro Matheus Rendón Cabeza de Vaca, así como al zamorano Diogo Lara. En esa época también se establecieron en Brasil españoles procedentes de Galicia, como Jorge de Barros, por ejemplo. Los apellidos Bueno, Godoy, Lara, Saavedra, Camargo, etc., que se remontan a estos primeros colonos, son muy populares en el sureste de Brasil, el sur de Brasil y el centro-oeste. Silva Leme, en su obra Genealogia Paulistana (Genealogía Paulistana), se refiere a varias de estas familias.
La expansión de los asentamientos luso-brasileños en territorios reclamados por España fue un proceso largo y gradual, que se materializó en expediciones y asentamientos luso-brasileños liderados por los bandeirantes.  Salvo las Misiones, no existían asentamientos españoles en el territorio del futuro Brasil a mediados del siglo XVIII, cuando la mayor parte estaba bajo control portugués. Este control de facto fue reconocido legalmente en 1750, cuando la soberanía sobre la vasta zona, incluidas las Misiones, fue transferida de España a Portugal mediante el Tratado de Madrid .
Aunque no hay evidencia histórica de asentamientos españoles en el área que ahora es Rio Grande do Sul. 
(excepto São Gabriel , fundada en 1800 y tomada por los brasileños/portugueses en 1801), algunas investigaciones genéticas realizadas en los gauchos del sur de Brasil sugieren que pueden descender principalmente de ascendencia mixta indígena y española en lugar de ascendencia portuguesa e indígena.El estudio en sí advierte que puede haber dificultades con la identificación de las respectivas contribuciones ibéricas (portuguesas y españolas) a la población gaucha del sur de Brasil (se justifica cierta precaución porque la diferenciación entre las poblaciones de la Península Ibérica, así como entre ellas y sus poblaciones latinoamericanas derivadas, a nivel del cromosoma Y, no se observó en otras investigaciones.

### Inmigración
La emigración española a Sudamérica alcanzó su máximo auge a finales del siglo XIX y principios del XX, concentrándose en Argentina y Cuba. Entre 1882 y 1930, emigraron 3 297 312 españoles, de los cuales 1 594 622 se dirigieron a Argentina y 1 118 960 a Cuba. Brasil solo comenzó a ser un destino importante para los inmigrantes españoles en la década de 1880, y el país recibió el tercer mayor número de inmigrantes de ese país, después de Argentina y Cuba.
Se estima que aproximadamente 750 000 españoles han inmigrado a Brasil desde la independencia de Brasil en 1822. Esta cifra representa entre el 12,5% y el 14% de todos los extranjeros que entraron a Brasil desde su independencia y coloca a los españoles en el tercer lugar entre las nacionalidades inmigrantes en Brasil, pero posiblemente incluye a portugueses que emigraron con pasaportes españoles falsos, o gallegos que, siendo ciudadanos españoles, hablaban un idioma similar al portugués; de hecho, los inmigrantes portugueses en Río de Janeiro son conocidos popularmente como galegos (gallegos).La mayoría de los inmigrantes españoles entraron a Brasil entre 1880 y 1930, con el período pico entre 1905 y 1919, cuando sus entradas anuales superaron a las de italianos.

### Orígenes y destinos
En el estado de São Paulo, destino de la mayoría de los inmigrantes españoles (alrededor del 75% del total), el 60% eran andaluces, tuvieron su viaje en barco pagado por el gobierno brasileño, emigraron en familias y fueron llevados a las haciendas de café para sustituir la mano de obra esclava africana.
Las autoridades gubernamentales del estado de sao paulo desarrollaron a partir de 1880 una política inmigratoria destinada a satisfacer las necesidades de mano de obra de los cafetales y muchos españoles ocuparon las vacantes.
Después de São Paulo, el segundo mayor contingente llegó a Río de Janeiro , mientras que otros estados como Minas Gerais , Rio Grande do Sul, Paraná, Mato Grosso, Pará y Bahía recibieron grupos más pequeños. En todos estos estados, los inmigrantes gallegos constituyeron la gran mayoría, cerca del 80%, y se trataba predominantemente de hombres que emigraron solos, se asentaron en centros urbanos y pagaron sus viajes en barco. Los pequeños agricultores gallegos se asentaron principalmente en zonas urbanas de Brasil. A principios del siglo XX, la mayoría de los inmigrantes españoles eran campesinos andaluces que trabajaban en las plantaciones de café , principalmente en las zonas rurales del estado de São Paulo.
Los españoles en la ciudad de sao paulo en 1920 eran el 4,3% de la población.Pero en 1900 eran el 12%.

### Los gallegos
En el noreste de Brasil, a las personas de ojos claros o azules o cabello claro se les suele llamar galegos (gallegos), incluso si no son de ascendencia gallega, probablemente porque los gallegos llegaron a Brasil con los colonizadores portugueses. En Río de Janeiro, la inmigración gallega era tan fuerte que a los inmigrantes ibéricos y portugueses se les conocía como galegos.

## Personas notables
Amador Bueno
Pedro Casaldáliga
Mário Covas
Millôr Fernandes
Daniel Filho
Raúl Cortez
Mário Covas
Millôr Fernandes
Daniel Filho
Raúl Gil
Gal Costa
André Franco Montoro
Marco Luque
Jaime Oncins
Nélida Piñon (de ascendencia gallega)   
Roberto Salmerón
Ivete Sangalo
Heitor Villa-Lobos